# Phytobia cambii
Phytobia cambii este o specie de muște din genul Phytobia, familia Agromyzidae, descrisă de Friedrich Georg Hendel în anul 1931.
Este endemică în Netherlands. Conform Catalogue of Life specia Phytobia cambii nu are subspecii cunoscute.